# Schisandra henryi
Schisandra henryi är en tvåhjärtbladig växtart. Schisandra henryi ingår i släktet Schisandra och familjen Schisandraceae.

## Underarter
Arten delas in i följande underarter:
- S. h. henryi
- S. h. marginalis
- S. h. yunnanensis